# 179

179(백칠십구)는 178보다 크고 180보다 작은 자연수다.

## 수학
- 41번째 소수(素數)다. 앞의 소수는 173, 다음 소수는 쌍둥이 소수인 181이다.
  - 14번째 소피 제르맹 소수(↔ 359)다. 앞의 소피 제르맹 소수는 173, 다음은 191이다.
  - 10번째 안전 소수(↔ 89)다. 앞의 안전 소수는 167, 다음은 227이다.
  - 13번째 슈퍼 소수로, 179의 소수 순번인 41도 소수다. 앞의 슈퍼 소수는 157, 다음은 191이다.
- {\displaystyle 179=3^{2}+7^{2}+11^{2}}
  - 공차가 4인 세 자연수의 제곱합으로 나타낼 수 있는 수다. 이 성질을 지닌 앞의 수는 140, 다음 수는 224다.
  - 서로 다른 세 소수(素數)의 제곱합으로 나타낼 수 있는 2번째 소수다. 이 성질을 지닌 앞의 수는 83, 다음 수는 227이다. (OEIS의 수열 A182479)

## 과학
- NGC 179: 고래자리 방향에 있는 렌즈형은하.

## 교통
- 일본 179번 국도: 효고현 히메지시에서 돗토리현 도하쿠군 유리하마정까지 이어지는 일본의 국도.
- 현도 제179호선

## 군사
- U-179(영어판, 독일어판): 제2차 세계 대전에 사용된 나치 독일의 군용 잠수함.

## 문화유산
- 대한민국의 국보 제179호: 분청사기 박지연화어문 편병
- 대한민국의 보물 제179호: 강화 전등사 약사전
- 대한민국의 사적 제179호: 경주 헌안왕릉

## 방송
- 지니 TV의 대교 뉴이프 플러스 채널 번호.
- B tv의 드림웍스 채널 채널 번호.
- U+ TV의 리얼TV 채널 번호.
- B tv 케이블의 애니박스 채널 번호.

## 기타
- 연도: 179년, 기원전 179년